# ホルヨーク駅
ホルヨーク駅（英語：Holyoke station）は、アメリカ合衆国マサチューセッツ州ホルヨーク メイン・ストリート74にある駅。 全米各地を結ぶ旅客鉄道のアムトラックが乗り入れている。

## 概要
アムトラックバーモンター号は2015年8月27日にホルヨークが停車駅となった。当駅はドワイト・ストリートとメイン・ストリートの交差点に位置している。430万ドルをかけて建設された駅施設は、街の商業および政治の中心部から徒歩圏内である。 パイオニア・バレー交通局のバス停もメイン・ストリートにある。
アムトラックの全国ネットワークへのホルヨークの停車駅追加は、スプリングフィールドとバーモント州との州境のちょうど南に位置するイーストノースフィールドの間の約79キロの間コネチカット川と平行しているマサチューセッツ州内のコネチカット・リバー線の路線改良によって可能となった。かつてアムトラックのワシントンとモントリオール間を運行していたモントリオーラー号は、1972年から1987年の間にこの路線で運行されていたが、後に軌道条件が悪化したため東を通る路線に変更された。その時、ノーザンプトンを経由しなくなり、アマーストが停車駅に追加された。コネチカット・リバー線の路線改良工事は、連邦鉄道局の高速都市間旅客鉄道プログラムの補助金約7,300万ドル、州の資金で4,000万ドルで可能となった。2014年の晩夏、マサチューセッツ州は当路線を購入する意向を発表した。
工事は、まくらぎの交換、より滑らかな乗り心地のためのロングレールのへの更換、レールの通り修正、信号および通信システムとスイッチの改善が施工された。州、自治体、アムトラックはこの事業によりバーモンター号全体の所要時間が約25分短縮され列車の定時性が向上すると考えている。

## 利用可能な鉄道路線／列車
アムトラックの停車する列車は下記の通り。
セントオールバンズとワシントン間の昼行長距離列車バーモンター号…1日1往復停車

## バス
当駅から乗車できるバスは以下の通り。
路線バス
パイオニア・バレー交通局 (PVTA) …29系統 